# 閃爍計

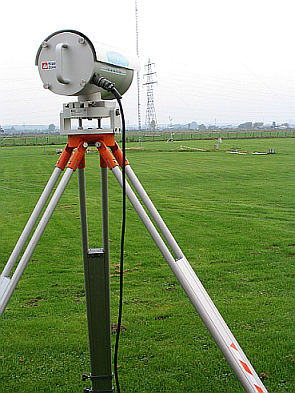
瓦赫寧根大學量測現場用於長距離感熱通量量測的大孔徑閃爍計（發射器）。

閃爍計（英語：scintillometer）是一種科學設備，用於量測由溫度、濕度和壓力變化引起的空氣騷亂的折射率波動。它由一個光學或無線電波發射器和一個位於大氣傳播路徑相對另一端的接收器組成。接收器檢測並評估傳輸訊號的强度波動，稱為閃爍。
折射率波動的幅度通常用{\displaystyle C_{n}^{2}}來衡量，即折射率波動結構常數，它是湍流慣性子範圍中折射率波動光譜幅度。某些類型的閃爍計，如位移束閃爍計，也可以量測折射率波動的內部尺度，這是慣性子範圍內最小的渦流尺寸。
閃爍計還可以量測地球表面和上方空氣之間的熱傳遞，稱為顯熱通量。內尺度閃爍計還可以量測湍動能耗散率和動量通量。

## 外部連結
- The scintillation method （页面存档备份，存于） by  W.M.L. Meijninger, Wageningen University, The Netherlands
- A review of the relationships describing the signal of a Large Aperture Scintillometer （页面存档备份，存于） -  by A.F. Moene, W.M.L. Meijninger, O.K. Hartogensis, W. Kohsiek, H.A.R. de Bruin,  Wageningen University, The Netherlands